# Пегги (собака)
Пе́гги (англ. Peggy; род. 2018) — британская собака, получившая титул самой уродливой собаки Великобритании. Она приобрела популярность благодаря своему уродству и дебютировала в роли Догпула в фильме «Дэдпул и Росомаха» (2024).

## Ранняя жизнь
Хозяйка Пегги, Холли Миддлтон, нашла её по интернету и приютила в конце 2018 года. На тот момент Пегги было шесть месяцев и она была совсем маленькой. Своё имя она получила в честь прабабушки Холли. Пегги является помесью мопса и китайской хохлатой собаки, также известной как пугезе. В 2023 году Пегги приняла участие в конкурсе «Уродливая собака», который проводила фирма по печати фотографий под названием ParrotPrint. В итоге Пегги победила в конкурсе, получив титул «самой уродливой собаки Великобритании», а основатель ParrotPrint описал успех Пегги как «классическую историю от лохмотьев к богатству».

## Карьера в кино
Благодаря победе в конкурсе «Уродливая собака» она появилась на телевидении и со временем попала в киноиндустрию. Она появилась в программе BBC Breakfast, а затем в 2024 году актёр Райан Рейнольдс опубликовал в социальных сетях фотографию Пегги в костюме Дэдпула, заявив, что она появится в медиафраншизе «Кинематографическая вселенная Marvel» (КВМ) в фильме «Дэдпул и Росомаха» в качестве одной из альтернативных версий Уэйда Уилсона / Дэдпула из Мультивселенной. Рейнольдс также отметил, что он был инициатором добавления Пегги в фильм, потому что «она чувствует себя животным проявлением Уэйда Уилсона». Она была обучена дрессировщиком животных Джулсом Тоттманом, поскольку до этого у неё не было никакой предварительной подготовки. Пегги научилась прыгать на руки Рейнольдсу и слизывать сыр с лиц актёров. По словам Рейнольдса, Пегги тренировалась больше, чем Хью Джекман.
На премьере фильма в Лондоне, Пегги прошла по красной дорожке вместе с Рейнольдсом и Джекманом. В честь этого события компания HMV временно заменила изображение пса Ниппера на своем логотипе на Пегги. В августе 2024 года она также появилась на мероприятии в Кингстон-апон-Халле для встречи с поклонниками.

## Фильмография
| Год  | Название            | Роль   | Примечания               | Ист.  |
| ---- | ------------------- | ------ | ------------------------ | ----- |
| 2023 | BBC Breakfast       | н/д    | Телевидение для завтрака | [ 5 ] |
| 2024 | «Дэдпул и Росомаха» | Догпул | Актёрский дебют          | [ 2 ] |